# Norrköpings symfoniorkester

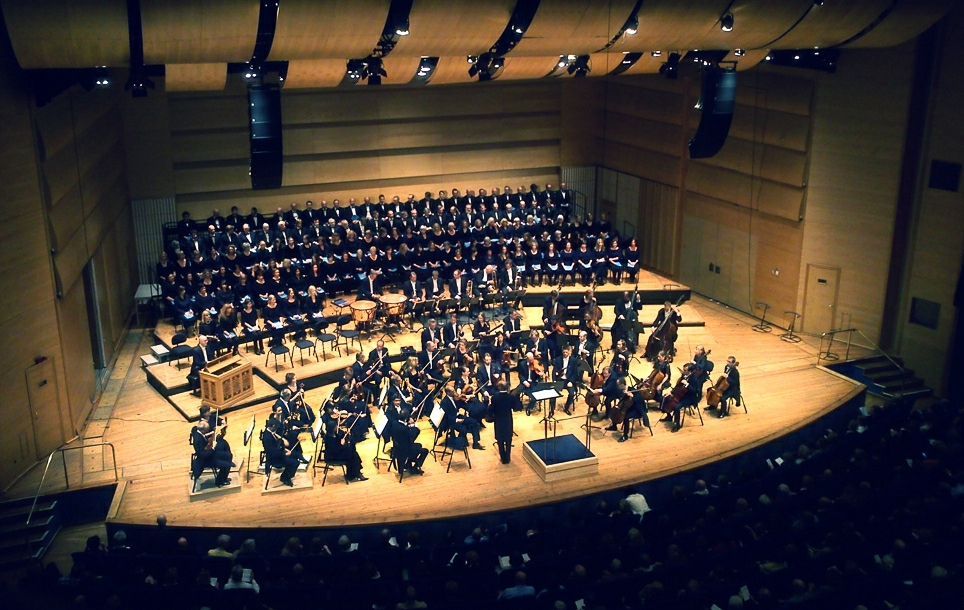
Norrköpings symfoniorkester

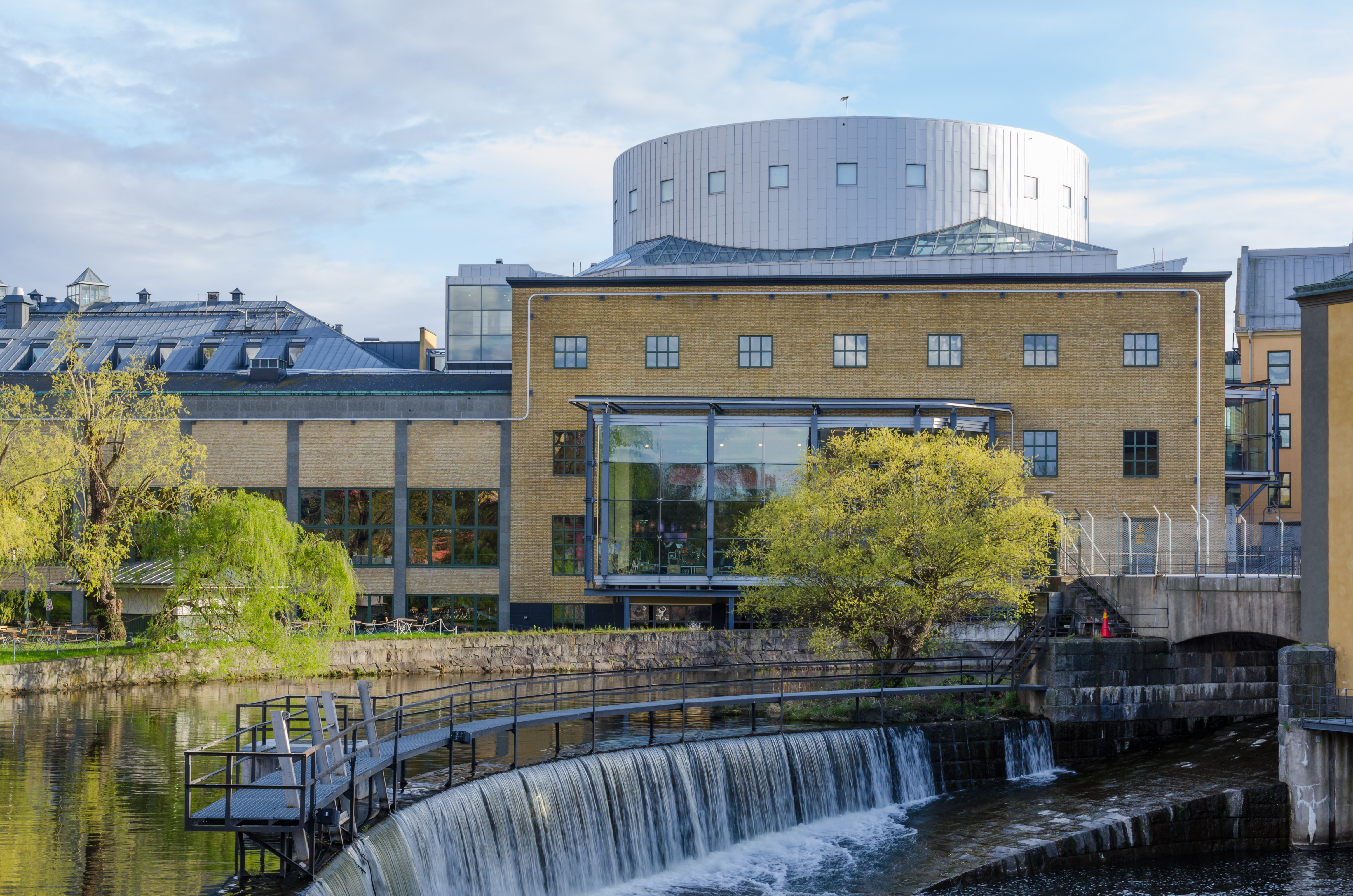
Louis de Geerhallen 2012

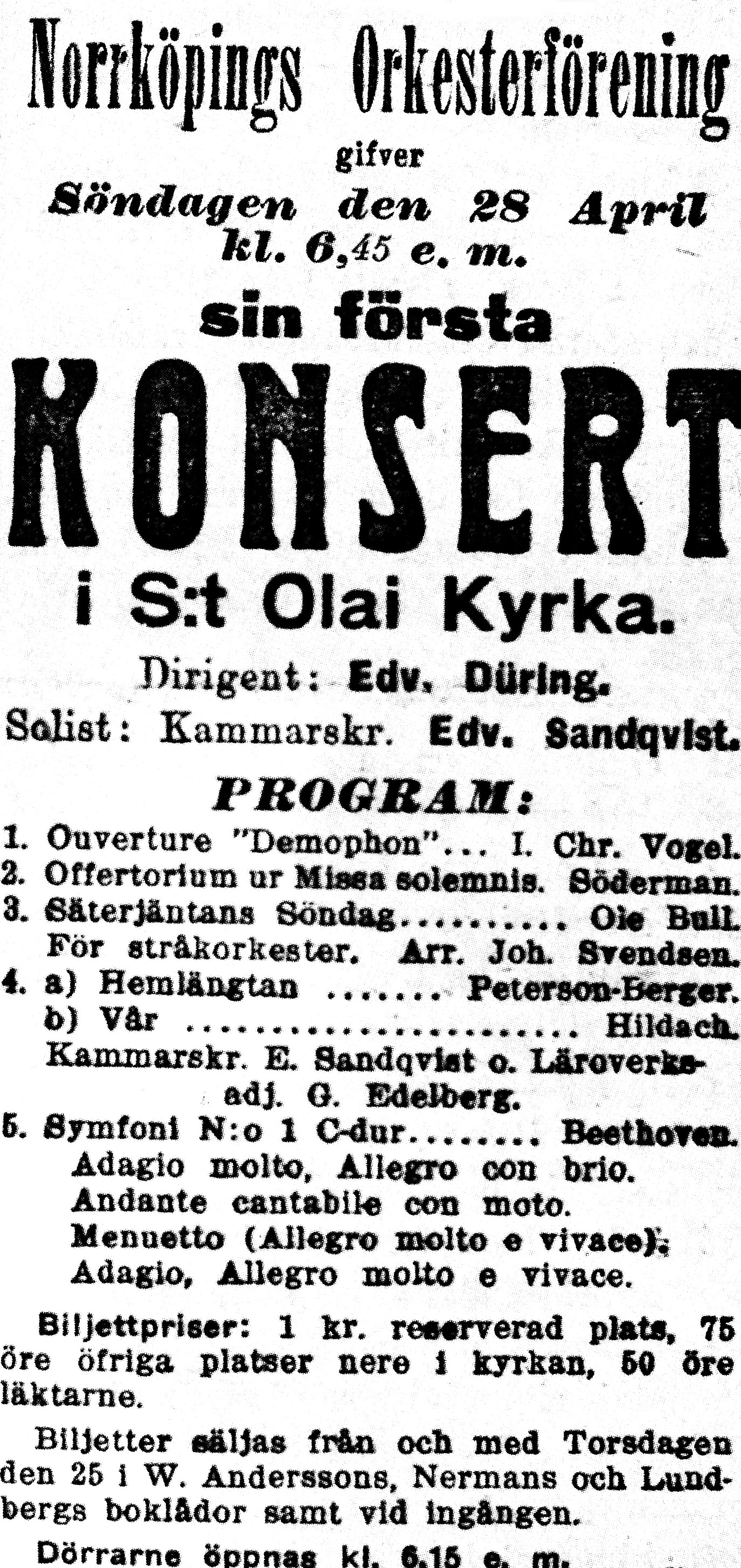
Tidningsannons till den första konserten 1912

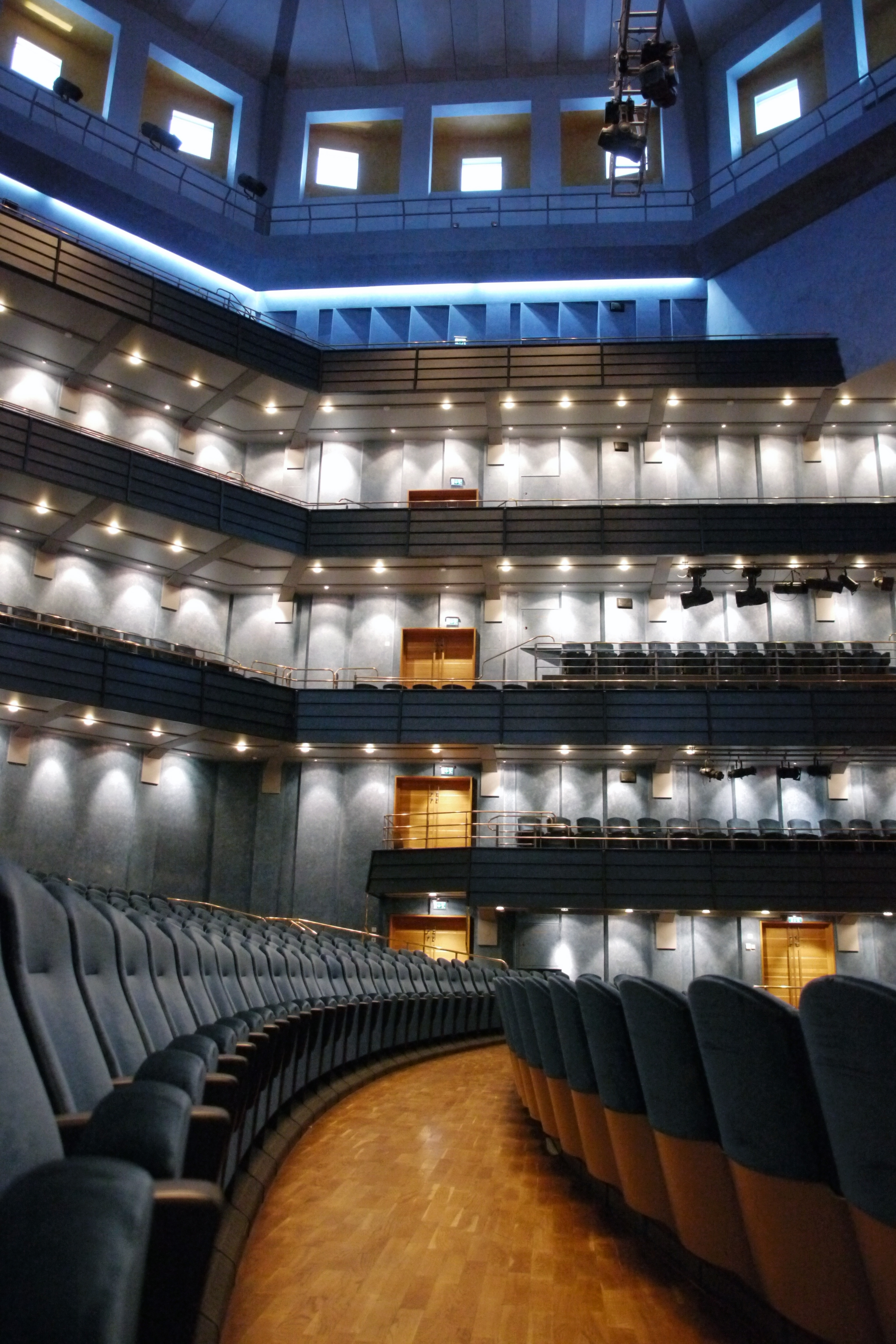
Louis de Geerhallen

Norrköpings Symfoniorkester, eller SON, är en svensk symfoniorkester.
Norrköpings orkesterförening bildades 1912 och var från början en blandad orkester av amatörmusiker och militärmusiker. År 1913 fick man Hörsalen, tidigare en kyrka, som en egen spellokal. Orkestern växte, och Hörsalen blev snart för liten. Det dröjde dock till 1994 innan orkestern fick nya lokaler i det nya konserthuset De Geerhallen. Sedan årsskiftet 2015/2016 ingår orkestern i Scenkonst Öst AB i vilken ingår förutom Norrköpings Symfoniorkester även Östgötateatern och Östgötamusiken med VD Pia Kronqvist. Den operativa verksamheten vid Norrköpings Symfoniorkester leds av Henrik Marmén, konstnärlig chef.
Orkestern har 85 musikertjänster.

## Chefdirigenter
- 1912: Edvard Düring
- 1914–1928: Ivar Hellman
- 1928–1929: Josef Julius Jacobsson
- 1929–1935: Tord Benner
- 1936–1952: Heinz Freudenthal
- 1954–1962: Herbert Blomstedt
- 1962–1972: Everett Lee
- 1972–1979: Okko Kamu (förste dirigent)
- 1986–1991: Franz Welser-Möst
- 1991–1995: Junichi Jirokami
- 1996–1999: Ole Kristian Ruud
- 1999–2005: Lü Jia
- 2007–2011: Alan Buribayev
- 2012–2016: Michael Francis
- 2020–2023: Karl-Heinz Steffens

## Orkester

### Kontrabas
- 2023: Maria Sandlund
- 2023: Hanna Cronhjort
- 2023: Emma Josefsson Bjørnevik
- 2023: Jesper Julin
- 2023: Katarina Lindgren
- 2023: Anna-Cecilia Bergman
- 2023: Jan Duda

### Flöjt
- 2023: Teodor Tirlea
- 2023: Annica de Val

### Oboe
- 2023: Pelin Lius
- 2023: Thomas Bodin

### Klarinett
- 2023: Johnny Jannesson
- 2023: Lars Paulsson
- 2023: Álvaro Pastor Jiménez

### Fagott
- 2023: Linus Björnstam
- 2023: Eva Pettersson Veltman
- 2023: Časlav Brujić

### Valthorn
- 2023: Anna Ahlenius
- 2023: Jan Lejonclou
- 2023: Elisabeth Åkervall
- 2023: Lars Thapper

### Trumpet
- 2023: Elias Svanberg
- 2023: Filip Draglund
- 2023: Eivind Bjørnevik
- 2023: Stefan Mattsson

### Trombon
- 2023: Eric Svensson
- 2023: Christoph Schnatihmann
- 2023: Johan Wiklund

### Tuba
- 2023: Ole Christian Grønning

### Pukor
- 2023: Lars Gärd
- 2023: Anders Dahlstedt

### Slagverk
2023: Martin Orraryd
2023: Petter Svensson

### Harpa
- 2023: Delphine Constantin Reznik

## Diskografi
| Komponist                                                          | Titel | Dirigent                                                         | Solist/er                                                         | Skivbolag, nummer. Medietyp                            | Utg.        | SMDB |
| ------------------------------------------------------------------ | --- | ---------------------------------------------------------------- | ----------------------------------------------------------------- | ------------------------------------------------------ | ----------- | ---- |
| Bäck, Sven-Erik                                                    | Fågeln Opera | Bäck, Sven-Erik                                                  | Kammarkören, Stockholm                                            | Swedish Society Discofil SLT 33195. LP                 | 1970        |      |
| Bartók, Béla (a); Ravel, Maurice (b)                               | (a)Konsert för piano och orkester nr 3; (b)Konsert för piano och orkester [nr 2 D-dur], Vänsterhandskonserten                         | Björlin, Ulf                                                     | Achatz, Dag (piano)                                               | HMV 4E 061-34868. LP                                   | 1969, 1971  |      |
|                                                                    | Sex kvinnoporträtt ur operans värld                                                                                                   | Björlin, Ulf                                                     | Hallin, Margareta (sopran)                                        | HMV 4E 061-34616. LP                                   | 1972        |      |
| Pettersson, Allan                                                  | Symfoni nr 6 | Kamu, Okko                                                       |                                                                   | CBS Masterworks 76553. LP                              | 1976        |      |
|                                                                    | Symfoniorkestern Norrköping. Inspelningar 1938-1986                                                                                   |                                                                  |                                                                   | Malmö audioproduktion MAP R 8717. 3xLP                 | 1987        |      |
| Atterberg, Kurt                                                    | Symfoni nr 6 C-dur op. 31 Dollarsymfonin; En värmlandsrapsodi op.36; Ballad utan ord op. 56                                           | Hirokami, Juni’chi                                               |                                                                   | BIS CD-553                                             | 1992        |      |
| Rott, Hans                                                         | Symfoni i E-dur | Segerstam, Leif                                                  |                                                                   | BIS CD-563                                             | 1992        |      |
|                                                                    | Virtuoso Percussion Music | Panula, Jorma; Sjökvist, Gustaf                                  | Kuisma, Rainer (slagverk); von Bahr, Gunilla (flöjt)              | BIS CD-149                                             | 1993        |      |
| Pettersson, Allan                                                  | Symfoni nr 7; Symfoni nr 11 | Segerstam, Leif                                                  |                                                                   | BIS CD-580                                             | 1993        |      |
| Reger, Max                                                         | Variationen und Fuge über ein Thema von Ludwig van Beethoven, op.86; Eine Ballettsuite, op. 130                                       | Segerstam, Leif                                                  |                                                                   | BIS CD-601                                             | 1993        |      |
| Grieg, Edvard                                                      | Pianokonsert i a-moll op. 16 (originalversion 1868/1872); Larviks-Polka, EG101; Smaastykker, EG104                                    | Hirokami, Jun'ichi                                               | Derwinger, Love (piano)                                           | BIS CD-619                                             | 1993        |      |
| Linde, Bo                                                          | Sinfonia op. 23; Konsert för violin och orkerster op. 18; Pensieri sopra un cantico vecchio op.35                                     | Hirokami, Juni’chi                                               | Wallin, Ulf (violin)                                              | BIS CD-621                                             | 1993        |      |
| Pettersson, Allan (a)                                              | (a)Vox Humana för soloster, blandad kör och stråkorkester                                                                             | Nilson, Göran W.                                                 |                                                                   | BIS CD-55                                              | 1994        |      |
| Pettersson, Allan                                                  | Symfoni nr 3; Symfoni nr 15 | Segerstam, Leif                                                  |                                                                   | BIS CD-680                                             | 1995        |      |
| Reger, Max                                                         | Konsert för piano och orkester f-moll op. 114; Svit i gammal stil op. 93                                                              | Segerstam, Leif                                                  | Derwinger, Love (piano)                                           | BIS CD-711                                             | 1995        |      |
| Rangström, Ture                                                    | Symfoni nr 1 ciss-moll August Strindberg in memoriam; Symfonisk dikt Dithyramb; Vårhymn                                               | Jurowski, Michail                                                |                                                                   | CPO 999 367-2. CD                                      | 1995        |      |
| Rangström, Ture                                                    | Symfoni nr 3 Dess-dur Sång under stjärnorna; Symfoni nr 4 d-moll Invocatio                                                            | Jurowski, Michail                                                |                                                                   | CPO 999 396-2. CD                                      | 1996        |      |
| Dvořák, Antonín (a); Bloch, Ernest (b)                             | (a)Konsert för violoncell och orkester b-moll op. 104; (b)Schelomo. Hebreisk Rapsodi för violoncell och orkester                      | Hirokami, Jun'ichi                                               | Fujiwara, Mari                                                    | Denon CO-78830. CD                                     | 1996        |      |
| Reger, Max                                                         | Variationer och fuga för orkester efter ett tema av Mozart, op. 132                                                                   | Segerstam, Leif                                                  |                                                                   | BIS CD-771                                             | 1998        |      |
| Pettersson, Allan                                                  | Symfoni nr 8; Symfoni nr 10 | Segerstam, Leif                                                  |                                                                   | BIS CD-880                                             | 1998        |      |
| Rota, Nino                                                         | Symfoni nr 1 G-dur; Symfoni nr 2 F-dur Tarantina - Anni di pellegrinaggio                                                             | Ruud, Ole Kristian                                               |                                                                   | BIS CD-970                                             | 1998        |      |
| Nilsson, Bengt...                                                  | Noll tolerans. Musik ur filmen | Peterson, Jon                                                    |                                                                   | Antenna CD-50                                          | 1999        |      |
| Wirén, Dag                                                         | Symfoni, nr 2, op. 14; Symfoni, nr 3, op. 20; Konsertuvertyr, nr 1, op. 2; Konsertuvertyr, nr 2, op. 16                               | Dausgaard, Thomas                                                |                                                                   | CPO 999 677-2. CD                                      | 2000        |      |
| Peterson-Berger, Wilhelm                                           | Symfoni, nr 3, f-moll Same Ätnam; Earina; Koral och fuga ur Domedagsprofeterna                                                        | Jurowski, Michail                                                |                                                                   | CPO 999 632-2. CD                                      | 2000        |      |
| Hallström, Ivar                                                    | Hertig Magnus och sjöjungfrun=Duke Magnus and the Mermaid. Opera                                                                      | Willén, Niklas                                                   |                                                                   | Naxos 8.555322-23. 2xCD / Marco Polo 8.225214-15. 2xCD | 2000 / 2003 |      |
| Peterson-Berger, Wilhelm                                           | Symfoni, nr 4, A-dur Holmia; Törnrossagan; Frösöblomster                                                                              | Jurowski, Michail                                                |                                                                   | CPO 999 669-2. CD                                      | 2001        |      |
| Frumerie, Gunnar de                                                | (a)Konsert för violoncell och orkester, op. 81; Konsert för violin och orkester, op. 19´; Symfoniska variationer för orkester, op. 25 | Jia, Lü                                                          | (a)Lidström, Masts (violoncell); (b)Ringborg, Tobias (violoncell) | Caprice CAP 21644. CD                                  | 2001        |      |
| Albioni, Tomaso Giovanni; Cimarosa, Domenico; Marcello, Alessandro | Elevazione - The Magic of the Oboe |                                                                  | Hunt, Gordon (oboe)                                               | BIS CD-5017                                            | 2001        |      |
| Rota, Nino                                                         | Symfoni nr 3 C-dur; Concerto festivo; Le Molière imaginaire. Balettsvit                                                               | Koivula, Hannu; Ruud, Ole Kristian                               |                                                                   | BIS CD-1070                                            | 2001        |      |
| Brahms, Johannes                                                   | Pianokvartett nr 1 g-moll op. 25; Vier ernste Gesänge Op.121; Två koralpreludier op. 122                                              | Jia, Lü                                                          | Persson, Olle                                                     | BIS CD-1140                                            | 2001        |      |
| Jonsson, Josef                                                     | Symfoni, nr 1, op. 23, Nordland; Symfoni, nr 2, op. 34, d-moll                                                                        | Jia, Lü                                                          |                                                                   | Phono Suecia PSCD 720. CD                              | 2002        |      |
| Franke-Blom, Lars-Åke                                              | (a)Endymion; (b)Längtans väv. Symfonisk tondikt; Symfoni, nr 3                                                                        | (a)Jurowski, Michail; (b)Saraste, Jukka-Pekka; (c)Ollila, Tuomas |                                                                   | Phono Suecia PSCD 054. CD                              | 2002        |      |
| Lidholm, Ingvar                                                    | Ingvar Lidholm 63-98 | Jia, Lü                                                          |                                                                   | BIS CD-1240                                            | 2002        |      |
| Lidholm, Ingvar                                                    | Ingvar Lidholm 58-63 | Jia, Lü                                                          |                                                                   | BIS CD-1200                                            | 2003        |      |
| Lidholm, Ingvar                                                    | Ingvar Lidholm 44-58 | Jia, Lü                                                          |                                                                   | BIS CD-1190                                            | 2003        |      |
|                                                                    | Nordic classical favourites | Rondin, Mats                                                     |                                                                   | Naxos 8.557426. CD                                     | 2003        |      |
| Hedwall, Lennart                                                   | Amerika, Amerika; Ur Livsgeråd; Konsert för violoncell och stråkorkester; Tre lyriska sånger; Det underliga; Symfoni, nr 1            |                                                                  |                                                                   | Phono Suecia PSCD 144. CD                              | 2003        |      |
| Kletzki, Paul                                                      | Symfoni nr 3 In memoriam; Concertino för följt och orkester                                                                           | Sanderling, Thomas                                               | Bezaly, Sharon (flöjt)                                            | BIS CD-1399                                            | 2004        |      |
| Schnittke, Alfred                                                  | Symfoni nr 8; Symfoniskt preludium till Liverpool                                                                                     | Jia, Lü                                                          |                                                                   | BIS CD-1217                                            | 2005        |      |
| Aho, Kalevi                                                        | (a)Konsert för tuba och orkester; (b)Konsert för kontrafagott och orkester                                                            | Litton, Andrew (a); Rondin, Mats (b)                             | (a)Baadsvik, Øystein (tuba); (b)Lipnick, Lewis (kontrafagott)     | BIS CD-1574                                            | 2007        |      |
| Alfvén, Hugo                                                       | Synnöve Solbakken. Svit; En bygdesaga; Elegi för orkester, op. 38                                                                     | Willén, Niklas                                                   |                                                                   | Naxos 8.557828. CD                                     | 2007        |      |
| Martinsson, Rolf                                                   | Open mind; Konsert för violoncell och orkester, nr 1; Konsertfantasi för violoncell, Exposé; Konsert för flöjt, nr 1, Shimmering blue |                                                                  |                                                                   | Daphne Records 1029. CD                                | 2007        |      |
| Alfvén Hugo                                                        | Symfoni, nr 5, op. 55, a-moll; Uppenbarelsekantat. Andante religioso                                                                  | Willén, Niklas                                                   |                                                                   | Naxos 8.557612. CD                                     | 2007        |      |
| Pickard, John                                                      | The flight of Icarus; The Spindle of Necessity för trombon, slagverk och stråkar                                                      | Babbins, Martyn                                                  | Lindberg, Christian (trombon)                                     | BIS CD-1578                                            | 2008        |      |
| Borisova-Ollas, Victoria                                           | Wings of the wind; Symfoni, nr 1, The triumph of heaven; Roosters in love; Im Klosterhofe; Silent island                              |                                                                  |                                                                   | Phono Suecia PSCD 171. CD                              | 2008        |      |
| Beethoven, Ludwig van                                              | Konsert för piano och orkester nr 1 C-dur op. 15; Konsert för piano och orkester nr 3 c-moll op. 37                                   | Parrott, Andrew                                                  | Brautigam, Ronald (piano)                                         | BIS SACD-1692                                          | 2008        |      |
| Beethoven, Ludwig van                                              | Konsert för piano och orkester nr 4 G-dur op. 58; Konsert för piano och orkester D-dur op. 61                                         | Parrott, Andrew                                                  | Brautigam, Ronald (piano)                                         | BIS SACD-1693                                          | 2009        |      |
| Beethoven, Ludwig van                                              | Konsert för piano och orkester Ess-dur WoO 4; Konsert för piano och orkester B♭-dur op.19                                             | Parrott, Andrew                                                  | Brautigam, Ronald (piano)                                         | BIS SACD-1792                                          | 2009        |      |
| Aho, Kalevi (a); Högberg, Fredrik (b); Sandström, Jan (c)          | 21st-Century Tuba Concertos. (a)Rocky island boat bay; (b)The lemon house; (c)Konsert för tuba och orkester                           | Rondin, Mats                                                     | Baadsvik, Øystein (tuba)                                          | BIS CD-1685                                            | 2009        |      |
|                                                                    | Nordic classical favourites. 2 | Hanson, Alexander                                                |                                                                   | Naxos 8.572339. CD                                     | 2009        |      |
| Beethoven, Ludwig van                                              | Konsert för piano och orkester nr 5 Ess-dur Kejsarkonserten; Koralfantasia c-moll op. 80 för piano, kör och orkester                  | Parrott, Andrew                                                  | Brautigam, Ronald (piano); Eric Ericsons kammarkör                | BIS SACD-1795                                          | 2010        |      |
|                                                                    | Another world | Bateman, Paul                                                    | Malmberg, Myrra (sång)                                            | Stenhammar Music Group 5052498-3308-2-9. CD            | 2011        |      |
| Pettersson, Allan                                                  | Symfoni, nr 1; Symfoni, nr 2 | Lindberg, Christian                                              |                                                                   | BIS CD-1860 + DVD                                      | 2011        |      |
| Pettersson, Allan                                                  | Symfoni, nr 6 | Lindberg, Christian                                              |                                                                   | BIS SACD-1980. SACD                                    | 2012        |      |
| Martinsson, Rolf; Sandström, Sven-David; Eliasson, Anders          | Swedish concertos for soprano saxophone                                                                                               |                                                                  | Paulsson, Anders (sopransaxofon)                                  | Phono Suecia PSCD 188. CD                              | 2012        |      |
| Pickard, John                                                      | Konsert för piano; Sea-change för orkester; Tenebrae för orkester                                                                     | Brabbins, Martyn                                                 | Ullén, Fredrik (piano)                                            | BIS CD-1873                                            | 2013        |      |
| Pettersson, Allan                                                  | Symfoni nr 9 | Lindberg, Christian                                              |                                                                   | BIS SACD-2038. SACD + DVD                              | 2013        |      |
| Holmboe, Vagn                                                      | Konsert för viola, op 189; Konsert för orkester; Konsert för violin op. 139                                                           | Slobodeniouk, Dima                                               | Heide, Erik; Tomter, Lars Anders                                  | Dacapo 6.200599. SACD                                  | 2013        |      |
| Pettersson, Allan                                                  | Symfoni, nr 4; Symfoni, nr 16 | Lindberg, Christian                                              |                                                                   | BIS CD-2110. SACD + DVD                                | 2014        |      |
| Wagner, Richard                                                    | Tristan och Isolde. Opera | Welser-Möst, Franz                                               |                                                                   | Sterling CDA-1690/1692-2. 3xCD                         | 2014        |      |
| Pettersson, Allan                                                  | Symfoni, nr 13 | Lindberg, Christian                                              |                                                                   | BIS CD-2190. SACD                                      | 2015        |      |
| Stenhammar, Wilhelm                                                | Gillet på Storhaug. Opera | Schaefer, Henrik                                                 |                                                                   | Sterling CDO-1108/1110-2. 3xCD                         | 2016        |      |